# Anthony McCarten
Anthony McCarten (New Plymouth, 1961) is een Nieuw-Zeelandse auteur, toneelschrijver en scenarist.

## Carrière
Anthony McCarten werd geboren in New Plymouth (Nieuw-Zeeland). Hij studeerde er aan Francis Douglas Memorial College. Na zijn studies ging hij aan de slag als journalist bij de inmiddels opgedoekte krant Taranaki Herald. Na zijn baan als journalist besloot hij een opleiding als schrijver te volgen aan Massey University en Victoria University of Wellington.
McCarten begon in de jaren 1980 met het schrijven van toneelstukken. Een decennium later maakte hij de overstap naar film en televisie. In 1998 maakte hij met Via Satellite zijn officieel filmdebuut. 
In de jaren 2010 brak hij door als scenarist van succesvolle, biografische films als The Theory of Everything (2014) en Bohemian Rhapsody (2018). Acteurs Eddie Redmayne, Gary Oldman en Rami Malek wonnen elk een Oscar voor beste acteur voor het vertolken van een personage dat door McCarten geschreven werd. Zelf werd hij in 2015 voor The Theory of Everything bekroond met twee BAFTA Awards.

## Filmografie
- Via Satellite (1998)
- Show of Hands (2008)
- Death of a Superhero (2011)
- The Theory of Everything (2014)
- Darkest Hour (2017)
- Bohemian Rhapsody (2018)

## Prijzen en nominaties
| Film                            | Categorie               | Uitslag        |
| Academy Awards                  | Academy Awards          | Academy Awards |
| ------------------------------- | ----------------------- | -------------- |
| Darkest Hour (2017)             | Beste film              | Genomineerd    |
| The Theory of Everything (2010) | Beste film              | Genomineerd    |
| The Theory of Everything (2010) | Beste bewerkte scenario | Genomineerd    |
| BAFTA Awards                    |                         |                |
| Bohemian Rhapsody (2018)        | Beste Britse film       | Genomineerd    |
| Darkest Hour (2017)             | Beste film              | Genomineerd    |
| Darkest Hour (2017)             | Beste Britse film       | Genomineerd    |
| The Theory of Everything (2010) | Beste film              | Genomineerd    |
| The Theory of Everything (2010) | Beste Britse film       | Gewonnen       |
| The Theory of Everything (2010) | Beste bewerkte scenario | Gewonnen       |